# نورمان بيثون
هنري نورمان بيثون (3 مارس-1890، 12 نوفمبر-1939، بالصينية: 亨利·诺 尔曼·白求恩، بالبينيينية: Hēnglì Nuò’ěrmàn Báiqiú’ēn)طبيب كندي ومُبتكر طبّي. برزت أهمية ببيثون دوليًا في البداية بسبب خدمته كجرّاح على الخطوط الأمامية داعمًا للفصيل الجمهوري خلال الحرب الأهلية الإسبانية.  لكن خدمته مع جيش الطريق الثامن الشيوعي -التابع للجيش الوطني الثوري- خلال الحرب الصينية اليابانية هي التي أكسبته الاستحسان الدائم.
أدخل الدكتور بيثون الطب الحديث بشكل فعال إلى المناطق الريفية في الصين وعالج غالبًا مرضى من القرويين بقدر ما عالج من الجنود المصابين.
ترك التزامه غير الأناني انطباعًا عميقًا عند الصينيين، خاصة عند زعيم الحزب الشيوعي الصيني «ماو تسي تونغ». كتب له ماو قصيدةً حُفظت من قبل أجيال من الصينيين. يعود الفضل إلى بيثون بإنقاذ ملايين الجنود الصينيين والمدنيين خلال الحرب الصينية اليابانية الثانية، وهو مشهور حول العالم باعتباره واحدًا من أكثر الأطباء الفاعلين على الإطلاق. كان بيثون الرجل المسؤول عن تطوير خدمة نقل دم متنقلة للعمليات على الخطوط الأمامية في الحرب الأهلية الإسبانية، لكن توفي هو نفسه بسبب تسمم الدم. بوصفه شيوعيًا وخبيرًا بالحرب العالمية الأولى، كتب أن ما يُحرض قيام الحروب هو الأرباح، وليس المبادئ. يمكن إيجاد التماثيل التي بُنيت على شرفه في جميع أنحاء الصين.

## تاريخ العائلة
ينحدر بيثون من عائلة كندية اسكتلندية بارزة، يمكن تتبع أصولها إلى عائلة بيثون/بيتون الطبية التي مارست الطب في مرتفعات وجزر اسكتلندا منذ العصور الوسطى إلى بدايات العصر الحديث. أسس جدّ جده الأكبر الطبيب القس جون بيثون (1751- 1815) -بطريرك العائلة-  تجمّع مشيخية في مونتريال وأول خمس كنائس مشيخية في أونتاريو وكان أحد مؤسسي الكنيسة المشيخية في كندا.
انضم الجد الأكبر لبيثون -أنغوس بيثون (1783-1858)- إلى شركة الشمال الغربي (NWC) في عمر مبكر وسافر على نطاق واسع عبر ما كان يشكل في ذلك الوقت غرب شمالي كندا بغرض البحث عن الفراء وتجارتها. تزوج آنغوس بيثون من لويز مكينزي (1793-1833)، وهي امرأة من شعب الميتي. كانت لويز مكنزي ابنة المُبجل رودريك مكنزي -شريك في شركة الشمال الغربي- وزوجته الريفية.
تمركزت كل من عائلتي بيثون ومكنزي في موقع فورت ويليام لتجارة الفراء على بحيرة سوبيريور. وصل بتجارته في النهاية إلى المحيط الهادئ في فورت إستوريا في ولاية أوريغون. أصبح الآمر الرئيسي لبحيرة منطقة هورن لصالح شركة خليج هادسون بعد اندماج الشركات المنافسة.
بعد تقاعده من شركة خليج هادسون في عام 1839، نجح في الحصول على منصب عضو مجلس محلي في مجلس مدينة تورنتو. تلقى جد بيثون -المعروف أيضًا بنورمان (1822-1892)- تعليمه ليصبح طبيبًا في كلية كينغ في جامعة تورنتو، وفي لندن إنجلترا في مستشفى غاي، إذ تخرج في عام 1848 ليصبح عضوًا في الكلية الملكية للجراحين. استمر بعدها ليحصل على زمالة في الكلية الملكية للجراحين في إدنبرة عام 1860، وتمرّن في إدنبره حتى عام 1869.
أصبح بعد عودته أحد مؤسسي الكلية الطبية العليا في كندا، التي اندمجت مع جامعة ترينتي في تورنتو وفي النهاية مع جامعة تورنتو. عاش والد بيثون -القس مالكوم نيكولسون بيثون- حياةً هادئة كقسيس في بلدة صغيرة، بدايةً في غريفنهيرست، أونتاريو منذ عام 1889 حتى عام 1892. كانت والدته إليزابيث آن غودوين، وهي مُهاجرة إنجليزية إلى كندا. كان كل من والديه متدينين. لكن على الرغم من نشأته في عائلة دينية، إلا أن بيثون نفسه كان ملحدًا. تربى بيثون على فكرة «رهاب الخوف من العادية»، الذي غرسه فيه والده القاسي عاطفيًا ووالدته المسيطرة.

## النشأة
وُلد بيثون في 4 مارس عام 1890 في غرافنهيرست، أونتاريو. ذكرت شهادة ميلاده عن طريق الخطأ أنه وُلد في 3 مارس. كان لديه قريبين هما شقيقته جانيت وشقيقه 1907. في سبتمبر عام 1909، التحق بجامعة تورنت. أوقف دراسته لمدة سنة واحدة في عام 1911 ليعمل مُدرسًا متطوعًا مع  كلية فرونتيير في معسكرات الأخشاب والتعدين على امتداد أونتاريو الشمالية، إذ كان يعلّم عمال المناجم المهاجرين القراءة والكتابة باللغة الإنكليزية.
في عام 2014، عندما أُعلن عن الحرب العالمية الأولى في أوروبا، أوقف دراسته الطبية مرة أخرى. انضم بيثون إلى الإسعاف الميداني للجيش الكندي رقم 2 ليعمل حاملًا للنقالة في فرنسا. أُصيب بشظايا وأمضى ثلاثة أشهر للتعافي من الإصابة في مستشفىً إنجليزي. عندما تعافى من جروحه، عاد إلى تورنتو من أجل إكمال شهادته الطبية. حصل على درجة الماجستير في عام 1916.

## الحياة الشخصية
في عام 1917 ومع استمرار الحرب، انضم بيثون إلى الأسطول الحربي الملكي بمنصب جراح ملازم أول في مستشفى تشاتام في إنجلترا. في عام 1919، بدأ تدريبًا متخصصًا بأمراض الأطفال في «مستشفى الأطفال المرضى» في شارع غريت أورموند، لندن.
ذهب لاحقًا إلى إدنبرة، حيث حصل بجدارة على زمالة الجامعات الملكية للجراحين. التقى في عام 1920 فرانسيس بيني التي تزوجها في عام 1923. بعد «جولة كبرى» لمدة سنة في أوروبا -أنفقا خلالها الكثير من ميراثها- انتقلوا إلى ديترويت، ميشيغان حيث تلقى بيثون تدريبًا خاصًا بالإضافة إلى عمله بدوام جزئي بوظيفة مدرس في كلية ديترويت للطب والجراحة. أصيب بيثون في عام 1926 بمرض السل (التدرّن). سعى للعلاج في مصحة ترودو في سارانك ليك، نيويورك. في هذا الوقت، طلّقت فرانسيس بيثون وعادت إلى موطنها في اسكتلندا.
كان العلاج المستقر لمرض السل في عشرينيات القرن العشرين هو الراحة الكلية في السرير في مصحة. أثناء فترة نقاهة بيثون قرأ عن علاج جديد جذري لمرض السل يسمى استرواح الصدر. يتضمن ذلك انخماصًا صنعيًا للرئة المصابة بالسل (التدرن) ما يسمح لها بالراحة والشفاء. اعتقد الأطباء في ترودو أن هذه العملية ما تزال جديدة وخطيرة جدًا. لكن بيثون أصر عليها. أجرى العملية وتعافى بالكامل.
تزوج بيثون فرانسيس مجددًا في عام 1929، كان إشبينه في الجامعة هو صديقه وزميله في الجامعة الدكتور غراهام روس. طلق مجددًا -للمرة الاخيرة- في عام 1933.
انضم بيثون في عام 1928 إلى رائد الجراحة الصدرية الدكتور إدوارد ويليام آرشيبالد، رئيس الجراحين في مستشفى رويال فيكتوريا في مونتريال. أتقن بيثون من عام 1928 حتى عام 1936 مهاراته في الجراحة الصدرية وطوّر وعدل أكثر من عشر أدوات جراحية. كانت أكثر أدواته شهرةً هو «مقراض بيثون للأضلاع» الذي ما يزال يُستخدم حتى اليوم. نشر 14 مقالًا يتحدث فيها عن اكتشافاته في تقنيات الجراحة الصدرية. بدأ مسيرته المهنية في الجراحة في مستشفى تورنتو العام في عام 1921.

## جوائز
حصل على جوائز منها:
- قاعة مشاهير الطب الكنديين (1998).[19]

## روابط خارجية
- نورمان بيثون على موقع الموسوعة البريطانية (الإنجليزية)